# Acanthops onorei
Acanthops onorei es una especie de mantis de la familia Acanthopidae.

## Distribución geográfica
Se encuentra en Ecuador.